# Drugi rząd Deana Barrowa
Rząd Deana Barrowa − drugi rząd pod przewodnictwem Deana Barrowa ukonstytuował się po wyborach parlamentarnych w Belize w 2012 roku, ponownie wygranych przez Zjednoczoną Partię Demokratyczną. Rząd tworzą posłowie i senatorowie Zjednoczonej Partii Demokratycznej.

## Skład rządu
Skład rządu przedstawia się następująco:

### Ministrowie
| Stanowisko                                                                                | Imię i nazwisko         | Od            | Do | Uwagi                                                       |
| ----------------------------------------------------------------------------------------- | ----------------------- | ------------- | -- | ----------------------------------------------------------- |
| Premier                                                                                   | Dean O. Barrow          | 9 marca 2012  |    | poseł z okręgu Queen’s Square                               |
| Wicepremier                                                                               | Gaspar Vega             | 12 marca 2012 |    | poseł z okręgu Orange Walk North                            |
| Minister bezpieczeństwa narodowego                                                        | John B. Saldivar        | 12 marca 2012 |    | poseł z okręgu Belmopan                                     |
| Minister budownictwa i rozwoju miast                                                      | Michael Finnegan        | 12 marca 2012 |    | poseł z okręgu Mesopotamia                                  |
| Minister edukacji, młodzieży i sportu                                                     | Patrick Faber           | 12 marca 2012 |    | poseł z okręgu Collet                                       |
| Minister energetyki, nauki i technologii i gospodarki komunalnej                          | Joy Grant               | 12 marca 2012 |    | senator                                                     |
| Minister finansów i rozwoju gospodarczego                                                 | Dean O. Barrow          | 12 marca 2012 |    | równocześnie premier, poseł z okręgu Queen’s Square         |
| Minister handlu, promocji inwestycji, rozwoju sektora prywatnego oraz ochrony konsumentów | Erwin Contreras         | 12 marca 2012 |    | poseł z okręgu Cayo West                                    |
| Minister leśnictwa, rybołówstwa i zrównoważonego rozwoju                                  | Lisel Alamilla          | 12 marca 2012 |    | senator                                                     |
| Minister transportu                                                                       | Rene Montero            | 12 marca 2012 |    | poseł z okręgu Cayo Central                                 |
| Minister rolnictwa i zasobów naturalnych                                                  | Gaspar Vega             | 12 marca 2012 |    | równocześnie wicepremier, poseł z okręgu Orange Walk North  |
| Minister ds. rozwoju, przemian społecznych i zmniejszenia ubóstwa                         | Anthony Martinez        | 12 marca 2012 |    | poseł z okręgu Port Loyola                                  |
| Minister ds. rozwoju wsi, samorządu lokalnego i zarządzania kryzysowego                   | Godwin Hulse            | 12 marca 2012 |    | senator                                                     |
| Minister służby publicznej                                                                | Charles Gibson          | 12 marca 2012 |    | senator                                                     |
| Minister spraw zagranicznych                                                              | Wilfred Elrington       | 12 marca 2012 |    | równocześnie prokurator generalny, poseł z okręgu Pickstock |
| Minister turystyki i kultury                                                              | Jose Manuel Heredia Jr. | 12 marca 2012 |    | poseł z okręgu Belize Rural South                           |
| Minister zdrowia                                                                          | Pablo Marin             | 12 marca 2012 |    | poseł z okręgu Corozal Bay                                  |

### Wiceministrowie
| Stanowisko                                                            | Imię i nazwisko   | Od            | Do | Uwagi                             |
| --------------------------------------------------------------------- | ----------------- | ------------- | -- | --------------------------------- |
| Wiceminister edukacji, młodzieży i sportu                             | Herman Longsworth | 12 marca 2012 |    | poseł z okręgu Albert             |
| Wiceminister finansów i rozwoju gospodarczego                         | Santiago Castillo | 12 marca 2012 |    | poseł z okręgu Caribbean Shores   |
| Wiceminister rolnictwa i zasobów naturalnych                          | Hugo Patt         | 12 marca 2012 |    | poseł z okręgu Corozal North      |
| Wiceminister ds. rozwoju, przemian społecznych i zmniejszenia ubóstwa | Mark King         | 12 marca 2012 |    | poseł z okręgu Lake Independence  |
| Wiceminister transportu                                               | Edmond Castro     | 12 marca 2012 |    | poseł z okręgu Belize Rural North |